# ۶۹۱۴ بکرل
سیارک ۶۹۱۴ (به انگلیسی: 6914 Becquerel، نامگذاری:1992GZ) شش هزار و نهصد و چهاردهمین سیارک کشف شده‌است که در ۳ آوریل ۱۹۹۲ کشف شد.
قدر مطلق سیارک برابر ۱۲٫۸۰ است.